# انتشارات اشگیت
انتشارات اشگیت (به انگلیسی:Ashgate_Publishing) ناشر آکادمیک کتاب و مجله در فارنهام انگلیس است.

## تأسیس و عرصه فعالیت
اشگیت ناشر کتاب‌ها و مجلات علمی و دانشگاهی است که مقر آن در فارنهام (Farnham) در کشور انگلستان است. این ناشر در سال ۱۹۶۷ تأسیس شد و دارای تخصص در حوزه‌های علوم اجتماعی، هنر و علوم انسانی است.

## دفاتر و نمایندگی‌ها
این ناشر دفاتری در برلینگتون، ورمونت Hمریکا و دفتری نیز در لندن دارد. همچنین انتشاراتGower publishing و Lund publishing که یک ناشر کتاب‌های هنری است که ۶۰ سال قدمت دارد از دیگر زیرمجموعه‌های انتشارات اشگیت می‌باشد.

## دربارهٔ اسلام و ایران
مجموعه‌هایی از اشگیت در زمینه مطالعات خاورمیانه، اسلام، حقوق و سیاست منتشر می‌شود. یکی از عرصه‌های فعالیتی اشگیت تحقیقات پیرامون اسلام و ایران است. از جمله منشورات این انتشارات مجموعه ۴۸ جلدی دربارهٔ اسلام است که برخی از مجلداتش به فارسی نیز ترجمه شده‌است. از جمله کتاب «حدیث اسلامی: خاستگاه و سیر تطور» اثر هارالد موتسکی.
سپلای نماینده انتشارات اشگیت از کارگزاران هندی است که سالیان متمادی است در ایران فعالیت دارد. همچنین بخشی از کتاب‌های کشور هند توسط این کارگزار جهت فروش عرضه می‌شود. از دیگر کتب چاپی این انتشارات کتاب «زنان، قدرت و سیاست در ایران قرن ۲۱» (۱۳۹۰-آمریکا) است که مقاله ای تحت عنوان زنان و محیط زیست از معصومه ابتکار نیز در آن منتشر شده‌است.